# Von Roggenhausen
Von Roggenhausen – herb. 

## Herb
Herb – w polu błękitnym na tarczy dwa złote księżyce niepełne barkami do siebie obrócone nad nimi w środku gwiazda sześcioramienna złota.
Jest jeszcze jeden herb ukwiecony przez gałąź z Finckensteinu, która otrzymała tytuł hrabiowski zaniedbując własne książęce, gdzie na tarczy czterodzielnej w poprzek szachowaną, w pierwszym błękitnym lew biały wspięty, w drugim i trzecim szachownica złoto-czarna w kształcie plastra miodu, woszczyzny, w czwartym błękitnym sześcioramienna gwiazda srebrna. Takim się legitymowali von Finkenstein i von Seewalde z linii Martz von Roggenhausen. Ta wersja ukwiecona następnie dalszego rozwoju doznała i zamiast plastra miodu korony położono. a pośrodku znak wodzowie, w koronie też flagi położono. Herb ten raczej Falkensteinów rodzinę wskazuje, a nie Finckensteinów, ale widać hrabia wiedział powody dla których właśnie takim herbem się legitymował.
Sphinckh dostał nadanie po bitwie pod Saragossą w roku 778 w ziemi lub dzielnicy wschodniej monarchii Frankońskiej Alemanii, jednak pierwsze zapiski o tej rodzinie, które ukazały się w roku 1111 w aktach Zurichskich w Szwajcarii pod nazwą Fincków stwierdzają ich szwajcarskie pochodzenie, jednakże w pieśniach francuskich wyraźnie wskazują bitwę pod Saragossą i Alemanię, jak i herb wodzowie lub oficjalnie nazwanym Utraque Duce, który to sam Karol stworzył na wzór zwycięstwa, gdzie dwa półksiężyce mają przedstawiać dwóch wodzów i dwie armie, które pod Saragossą się zeszły, a gwiazda samego Karola jako dowódcę całej armii, drugim wodzem był Elnis osadzony w Saksonii.

## Historia
Michał von Roggenhausen – „0” pokolenie ur. ok. 1400, zmarł 29 czerwca 1450 roku – syn Henryka Vincke von Monzingen i NN von Heiden która pochodziła z Kameni, wnuk Konrada II von Falkenstein. Kasper Niesiecki napisał Fink von Klusberg, był obrany w 1442 mistrzem zakonu krzyżackiego w Inflantach (Idem l. 2 c. 4. MS. Cracov.), no cóż Niesiecki nie wiedział, że Heidenreich nie oznacza Henryka, a oznacza rzeszę landu inflanckiego i dokładniej Heidenreich to raich stworzony na ziemiach pogańskich, czyli mistrz krajowy inflancki, w tym czasie na dworze króla Polski Władysława Jagiełły był Notariuszem alias kronikarzem ojciec Michała, Henryk Finckh (Vincke) tak pisał Słownik Biograficzny. W roku 1437 po śmierci Zygmunta Luksemburczyka, Albrecht Habsburg kontynuował prokrzyżacką politykę Luksemburczyka w sprawie pokoju brzeskiego z roku 1435, na co i na taką politykę pozwalał mu, ba i nawet pomagał mu w tym sam Oleśnicki będąc zainteresowany Węgrami (chodziło o cały zakon krzyżacki), wykonawcą tej prokrzyżackiej polityki stał się mistrz germański zakonu krzyżackiego „Deutschmeister”, równy stanowiskiem mistrzowi inflanckiemu, który uknuł następującą intrygę. Powołał się ten mistrz germański na statuty zakonne, które zabraniały odstępowania ziemi ponad wartość 2000 grzywien bez zgody Kapituły Generalnej, tak więc traktat brzeski sam w sobie nie mógł być uznany przez Szpitalników Najświętszej Marii Panny z mocy prawa, a więc mistrz germański wyjął sfałszowany statut Wernera von Orseln alias von Orselen wielkiego mistrza krzyżackiego (1324–1330), który to statut miał uprawniać mistrza germańskiego do odsunięcia od władzy wielkiego mistrza krzyżaków, gdy ten będzie sprawował władzę wbrew interesom i prawu zakonnemu. Tak więc mistrz germański zdetronizował wielkiego mistrza krzyżackiego Pawła von Russdorff (1422–1441), gdzie w wyniku zdarzeń w samym zakonie doszło do podziału wewnętrznego pomiędzy rycerzami z Nadrenii i rycerzami z Dolnej Germanii, którzy to popierali inicjatywę mistrza germańskiego. Zaś ci z opozycji ją podważali, żądając zweryfikowania autentyczności statutów Pawła von Orselen, ponieważ w Inflantach przeważało rycerstwo z Nadrenii, ci w 1438 r. powołali na mistrza krajowego w Inflantach alias „Heidenreich”, Michael (Michał) Finckh von Overberg herbu „UTRAQUE DUCE”, czyli wodzowie lub ostoja odmienna lub pruska, a wielki mistrz zakonu Paweł von Russdorff powołał sobie swego mistrza von Nothelbena1, licząc na poparcie rycerstwa będąc z Nadrenii, ale władza faktyczna pozostała w rękach Finckha von Overberga, który mocno związał się z mistrzem Germanii i był jego ziomkiem, jak i wspólnikiem w sprawie pokoju brzeskiego. Na dodatek tego doszło do kolejnego zdarzenia wspomagającego politykę Habsburgów, von Russdorff zdetronizował marszałka Rzeszy von Wirsberga, na co Szwabowie, Bawarczycy i Frankowie ze Szwajcarii podnieśli jawny bunt w konwentach w Królewcu, w Liwonii (Michał von Overberg) i Brandemburgu przeciwko von Russdorfowi, pokładając nadzieję w Koradzie von Erlichshausen w 1439 r. W 1440 r. w styczniu zawiązano konfederację, a w lutym uderzono zbrojnie na nowego wielkiego marszałka i odebrano mu pieczęć, do tej sytuacji dołączyli zbuntowani komturowie i w lutym odebrali klucze von Russdorfowi do zamku w Malborku. A nowo starający się o władzę w zakonie, późniejszy wielki mistrz krzyżacki Konrad von Erlichshausen (1441–1449), najpierw wielki marszałek krzyżacki popierający politykę Habsburgów został obrany w roku 1441.
Tak pisał Kociół w swoich opracowaniach w XIX wieku. Lecz historia von Roggenhausen zaczęła się dużo wcześniej, mianowicie w roku 1415 w drodze do Konstancji. Mikołaj z Sepna Sepieński był członkiem poselstwa polskiego w 1415 na sobór w Konstancji w imieniu nawróconych na chrześcijaństwo Żmudzinów ze skargą na doznane od Krzyżaków krzywdy prowadzonej przez Posła Korony Polskiej Janusza vel Hinczko z Tuliszkowa. Wraz z Sepieńskim podróżował młody Michael Vincke, którego ojciec zabrał w celach politycznych. Michał jak jego ojciec władał łaciną, w domu rozmawiał po niemiecku, a na podwórku w Krakowie i Chełmnie po Polsku. Ponieważ Jagiełło stworzył w Krakowie język administracyjny językiem niemieckim, tak też były tam i obozy polityczne królewski, czyli litewsko-niemiecki i polski, a ponieważ Vincke chciał wiedzieć, co naprawdę mówią w obozie polskim, toteż zabrał ze sobą młodego Michała. Sepieński szybko się zorientował w zdolnościach Michała i za zgodą Króla, jak i Henryka Vincke zabrał go ze sobą do spraw zakonnych na Litwie. Ponieważ ojciec Michała wyjechał w trakcie soboru w Konstancji z ważną misją Jagiełły na landy germańskie, Michał dorastał w Kościanie, służąc Sepieńskiemu na Litwie i w Polsce. Kto i kiedy zdecydował, aby młody Michał zaciągnął się do zakonu krzyżackiego, trudno dociec, ale zaraz po zaręczynach z młodziutką Magdaleną Sepieńską w 1422 roku Michał otrzymał od Siemowita IV Mazowieckiego 8 włók na prawie chełmińskim i jako nowo osiedlony niedaleko Nowogródka Kujawskiego szlachcic z Kamen w Westwalii figurował jako Vincke von Overberg z tą różnicą, że Vincke von Overberg z Kamen w owym czasie już ubogi z zamku, który w ruinę został obrócony legitymował się herbem z trzema ziębami, a nie herbem Wodzowie (czyli Ostoją Pruską) jak jego ojciec Henryk Finck von Monzingen vel Falkenstein; syn Kuno II von Falkenstain i NN De Trier alias De France. Musimy pamiętać, że rok 1422 to rok ponownego pokoju mełneńskiego po sporach zakonu i Litwinów o postanowienia pokoju toruńskiego z 1411 roku, oraz casy powołania nowego Mistrza von Russdorff. O von Overbergu wieści w miarę szybko dotarły do komtura w Roggenhausen, a że był zięciem Sepieńskiego, to zainteresowanie jego osobą było wielokrotne. Po kilku razach kiedy Michał dostarczył super wieści o gromadzonych wojskach Polskich w pobliżu granicy z zakonem na kilka tygodni przed ich przybyciem, sam komtur zaproponował von Overbergowi służbę zakonną. Zbieg okoliczności był taki, że właśnie w wieży Roggenhausen służył nie kto inny, a przyszły przyjaciel Michała, Konrad von Erlichshausen późniejszy wielki mistrz zakonu krzyżackiego. Początkowy zamiar wobec Michała ze strony Jagiełły był taki, aby posiadać bieżące informacje na temat działań zakonu, lecz w miarę jedzenia sam Jagiełło zamiary zmieniał.
Kariera Michała była bardzo szybka za sprawą sakiewki Jagiełły. W zakonie było niepisane prawo, że jedynie niemieccy lub niemieckojęzyczni poborowi mogli piastować jakiekolwiek stanowiska dowódcze. Tak więc Jagiełło zastosował się do tego prawa i rekrutował uzależnionych od niego finansowo poborowych do zakonu z rekomendacji lokalnego duszpasterza polecającego poborowego nie komu innemu a właśnie Michałowi von Overberg. Oczywiście lokalnym klechą był nie kto inny a Henryk Vincke von Monzingen, czyli ojciec Michała. W ten sposób rekrutowano dwu przyrodnich braci Michała, Johana i Ernesta von Mengede. Tak więc jako rycerz ze wsparciem niezliczonej liczby rekrutów już w 1427 roku został Michał komturem mało znaczącej komturii Lihula, z której sam Michał się wycofał i ponownie ją przyjął w 1430 roku. W 1432 roku Michał został komturem Kuldigi, w 1435 został komornikiem Wenden, w 1437 ponowił ten wybór i w roku następnym, jak opisano powyżej, został wielkim mistrzem (Heidenreich) landów liwońskich alias kurlandzkich. W tym miejscu należy wskazać, że w roku 1435 nad rzeką Świną wojska zakonne zostały rozgromione pod Wiłkomierzem w godzinnej walce Pobojsk w wyniku manewru okrążania lokalnego jeziora przez wojska zakonne celem zajęcia dogodniejszych stanowisk. I właśnie w tym momencie zupełnie zaskoczone wojska liwońskie zostały zaatakowane i rozgromione, a Michael von Overberg nie doznał żadnych poważniejszych strat. Co więcej, rycerstwo liwońskie zaczęło doceniać jego zdolności dowódcze. W tej bitwie zginął wielki mistrz liwoński, a większość komturów dostała się do niewoli. Po śmierci Jagiełły sprawę Michała przekazał kolejnym władcom biskup oleśnicki, który kierował polityką zagraniczną. Michał jako Heidenreich zorganizował dwie wyprawy krzyżowe na Rosję, za ukierunkowaniem polskiego króla, którego interesem było odwrócenie zapędów zakonu krzyżackiego od Polski i skierowanie ich w stronę Rosji (linki zewnętrzne). Pierwsza w 1440 roku, druga w 1444 r. Oczywiście finanse zakonu w owym czasie nie pozwalały na takie przedsięwzięcie, dlatego w większości były finansowane z prywatnej kieszeni Michała von Overberg, a że ten miał za sprawą Oleśnickiego sakiewkę bez dna w Koronie Polskiej, toteż zakon krzyżacki w podziękowaniu za pierwszą wyprawę krzyżową nadał Michałowi dobra Roggenhausen w wysokości 1440 włók na prawie chełmińskim. Za drugą wyprawę Michał otrzymał dobra Bauska, które po jego śmierci przeszły w ręce jego przyrodniego brata Johana von Mengede, który to dalszą politykę polską sprawował. Mengede zabezpieczył żonę Michała, Magdalenę Sepieńską vel von Sokołowską i jako opiekun prawny jego nieletnich dzieci Albrechta I, Martza i córkę Rosamundę na dobrach Roggenhausen. Dzieci Michała odebrały nadanie i potwierdzenie pisemne posiadanych dóbr od wielkiego mistrza zakonu krzyżackiego Henryka von Rihtenberga w roku 1474, w niedzielę pośrodową lub inaczej środopustną, czyli 23 marca, wraz z sądownictwem wyższym i niższym oraz obowiązkiem do jednej służby zbrojnej.

### Przodkowie von Roggenhausen
Henryk Vincke von Monzingen Szara Eminencja Kościoła katolickiego, oraz Ambasador (incognito) Korony Polski

Konrad II von Falkenstein; jego rodzicami byli hrabia Philipp V von Falkenstein i hrabina Joanna von Saarwerden

#### Potomkowie von Roggenhausen
1. Albrecht I Finckh von Roggenhausen Od niego poczęła się linia Brytyjska i Polska
2. Martz Fink von Roggenhausen Od niego poczęła się linia Pruska

#### Linia Brytyjska
James Fink von Roggenhausen

#### Linia polska
1. Albrecht II Finck von Roggenhausen
2. Albrecht III Finck von Roggenhausen
3. Michael Finck von Roggenhausen
4. Ernest Fink von Roggenhausen

#### Linia pruska
1. Georg Finck von Roggenhausen
2. Christopher Finck von Roggenhausen
3. Albrecht Finck von Roggenhausen
4. Albrecht Krzysztof Finck von Roggenhausen
5. Hr. Konrad Albrecht Reinhold Finck von Finckenstein